# Strange Weather
Strange Weather je studiové album anglické zpěvačky Marianne Faithfullové z roku 1987. Producentem alba byl Hal Willner a vydala jej společnost Island Records. Na nahrávce se podíleli například Dr. John, Robert Quine a Bill Frisell. Album obsahuje dvanáct písní, včetně nové verze skladby „As Tears Go By“, kterou zpěvačka nahrála již v roce 1964. Dále jsou zde písně od Leadbellyho, Toma Waitse, Boba Dylana a dalších.

## Seznam skladeb
| Pořadí | Název                                  | Autor                                           | Délka |
| ------ | -------------------------------------- | ----------------------------------------------- | ----- |
| 1.     | Stranger Intro                         | Bill Frisell                                    | 0:31  |
| 2.     | Boulevard of Broken Dreams             | Al Dubin, Harry Warren                          | 3:04  |
| 3.     | I Ain't Goin' Down to the Well No More | Huddie Ledbetter, Alan Lomax, John Lomax        | 1:07  |
| 4.     | Yesterdays                             | Otto Harbach, Jerome Kern                       | 2:53  |
| 5.     | Sign of Judgement                      | Kid Prince Moore                                | 4:09  |
| 6.     | Strange Weather                        | Tom Waits, Kathleen Brennan                     | 4:05  |
| 7.     | Love, Life and Money                   | Julius Dixon, Henry Glover                      | 4:40  |
| 8.     | I'll Keep It with Mine                 | Bob Dylan                                       | 4:13  |
| 9.     | Hello Stranger                         | Doc Pomus, Dr. John                             | 2:30  |
| 10.    | Penthouse Serenade                     | Will Jason, Val Burton                          | 2:34  |
| 11.    | As Tears Go By                         | Mick Jagger, Keith Richards, Andrew Loog Oldham | 3:42  |
| 12.    | A Stranger on Earth                    | Sid Feller, Rick Ward                           | 3:56  |

## Obsazení
- Marianne Faithfullová – zpěv
- Bill Frisell – kytara
- Michael Levine – housle
- Sharon Freeman – klavír
- Fernando Saunders – baskytara
- Chris Hunter – flétna
- Garth Hudson – akordeon
- Dr. John – klavír
- Robert Quine – kytara
- J. T. Lewis – bicí
- Chris Hunter – altsaxofon
- Steve Slagile – altsaxofon
- William Schimmel – akordeon